# 罗得岛
- 關於一個名稱可能源於該島的美國州份，請見「羅德島州」。
- 關於一個名稱可能源於該島的美國島嶼，請見「阿奎德內克島」。
- 關於奇幻小說，請見「羅德斯島戰記」。

罗得岛（羅馬化：Ródos，[ˈroðos]），是爱琴海上的一个岛屿，位于佐澤卡尼索斯群島的最东端，它也是该群岛的主岛和希腊所辖最东的大岛，距离土耳其仅18公里，與希臘本土相距達360公里。其名来自于古希腊语中的（玫瑰），当时指的是今天的朱槿；島徽則是一隻跳躍的鹿。行政上该岛隶属于南愛琴大區罗得专区的罗得市镇。全岛面积为1,398平方公里，居民约为125,000人，其中约一半住在岛北部的罗得城，該市也是全島的首府和旅游中心。
罗得岛是爱琴地区文明的起源地之一，有相当古老的关于忒尔喀涅斯的神话。品达的诗中称罗得岛是太阳神赫利俄斯和女神罗得结合的产物。在希腊化时期，这个岛屿的鼎盛时期，人们竖立起一个巨大的太阳神銅像，成为古代世界七大奇迹之一。在十字軍東征期间，医院骑士团占领了该岛，并改名为“罗得岛骑士团”，成为了岛屿历史上重要的存在，他们在岛上留下了许多中世纪的建筑。罗得岛以它的文学气质和独特的历史内涵无愧为爱琴诸岛中的一颗明珠。
美國的一個州羅德島州與位於該州境內的罗得岛（常被稱為阿奎德內克島）的名稱可能來自於該島。

## 地理

### 位置
罗得岛位于地中海中的爱琴海的南端。
罗得岛约长78千米，宽35千米，其中心离雅典约430千米。位于岛西北岸的罗得岛国际机场离土耳其的东南岸只有17.5千米距离，这是罗得岛离小亚细亚最近的地点。罗得岛以西9千米处为哈尔基岛，7千米处为阿里米亚岛，此外还有一些无人居住的小岛。

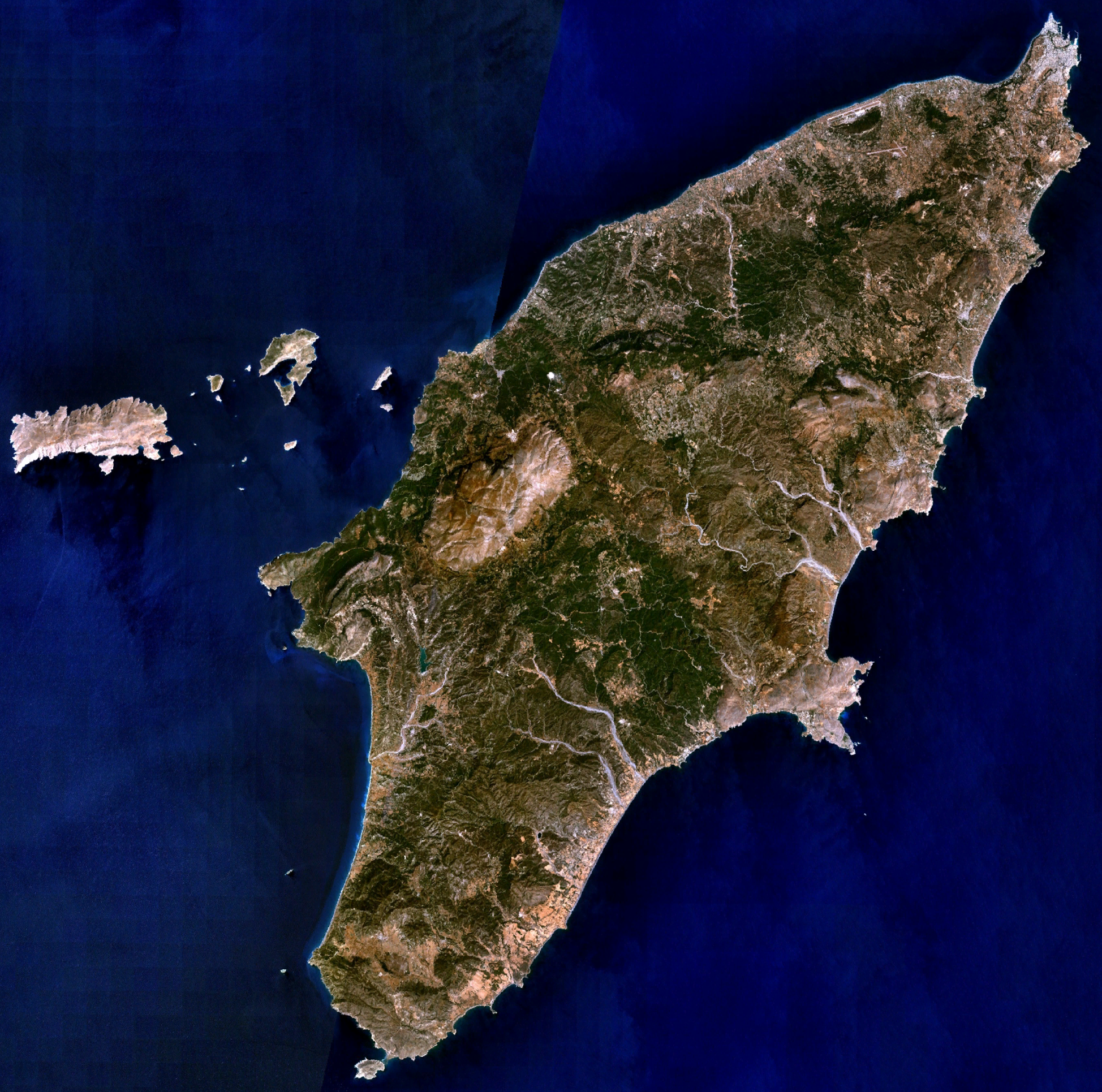
罗得岛的衛星图
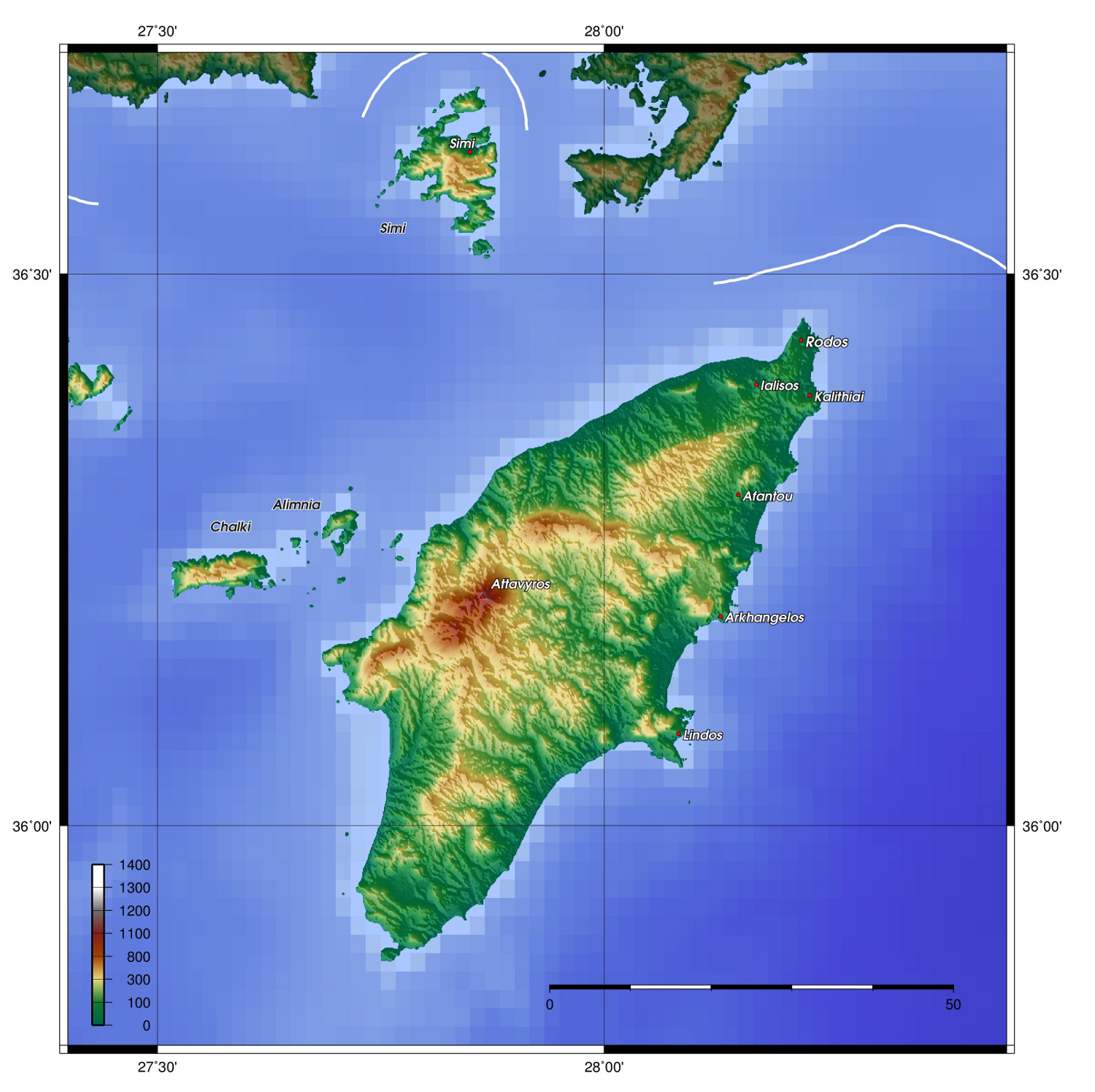
罗得岛的地形图

### 地形

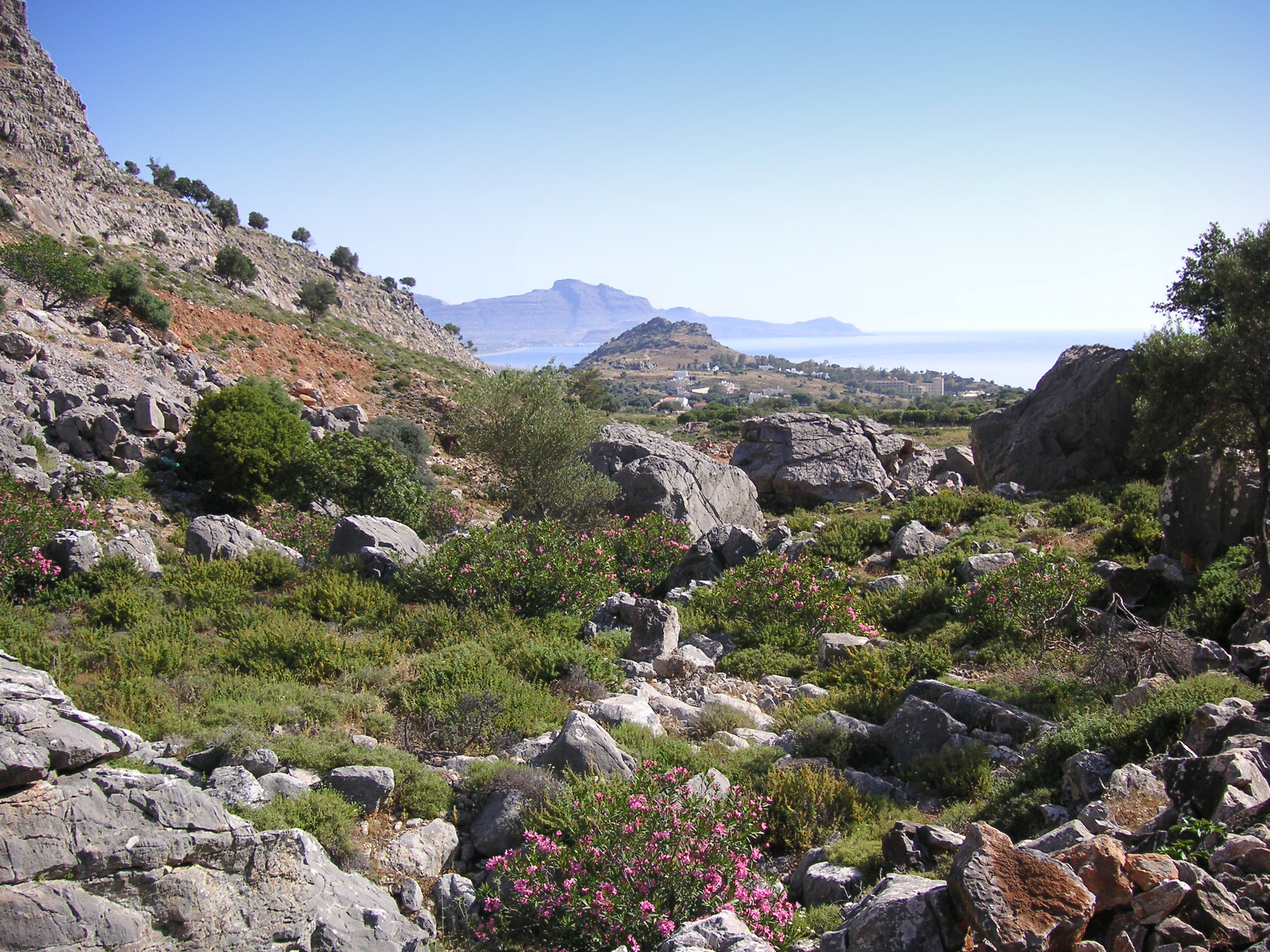
林佐斯附近的羅得島地貌

尤其岛内部非常陡峭，其最高点达海拔1215米。山地一直延伸到海岸，在许多地方形成悬崖入海。岛的北端和南端分别平坦。南端形成一个半岛。

## 居民点
罗得岛上有10个城镇以及许多小村庄。
岛上约半数的居民住在罗得城，罗得城也是岛的首府和旅游中心，其老城、王宫以及雄伟的城墙被联合国教育科学文化组织设定为世界遗产。王宫里有富丽堂皇的鑲嵌畫和一份世界著名的拉奥库恩雕像的拷贝。

## 传说
按照希腊神话罗得岛产於海中。波塞冬是岛的保护人，他不在的时候他的女儿海仙女罗得照管罗得岛。
宙斯在分封他的领域的时候太阳神赫利俄斯正在巡视天穹，普照大地，因此宙斯将他忘了。赫利俄斯回到奥林匹斯山的时候宙斯本来打算重分他的领域，但是赫利俄斯对宙斯说，宙斯只要将他在巡视天穹的时候看到的一座美丽的小岛分给他，他就满意了。赫利俄斯以海仙女罗得命名了这座岛，因为他爱上了这位海仙女。
后来赫利俄斯与罗得结婚，两神有七个儿子，其中的长子又有三个儿子，而这三个儿子则分别建立了岛上最古老的三座城市。

## 历史
新石器时代就已经有人在罗得岛上定居了。青铜器时代（约前2800年至前2000年）岛上已经有相当大的居民点了。前16世纪米诺斯人在岛上定居，前15世纪亚该亚人在岛上定居，前11世纪多里安人来到岛上，他们在岛上建立了今天最古老的三座城市，使得罗得岛的地位大增。罗得岛上的城市与科斯岛以及小亚细亚的城市库尼多斯和哈利卡纳苏斯联盟组成了多里安海上城市同盟。
荷马说罗得岛在特洛伊战争中提供了九艘船。
前546年呂底亞被波斯战败后罗得岛陷入波斯的势力范围。罗得岛参加了小亚细亚的希腊城邦反抗波斯的战争（前500年至前494年），结果被波斯吞并。前479年在波希战争中波斯战败后罗得岛上的三座城市加入提洛同盟。
前408年罗得岛上的三座城市合并，在岛的北端建立了一座新城市，即今天的罗得城。当时希腊最有名的城市规划家米利都的希波丹姆斯规划了这座新城市。一个世纪后这座新城市就已经超过雅典成为希腊最大的商城了。

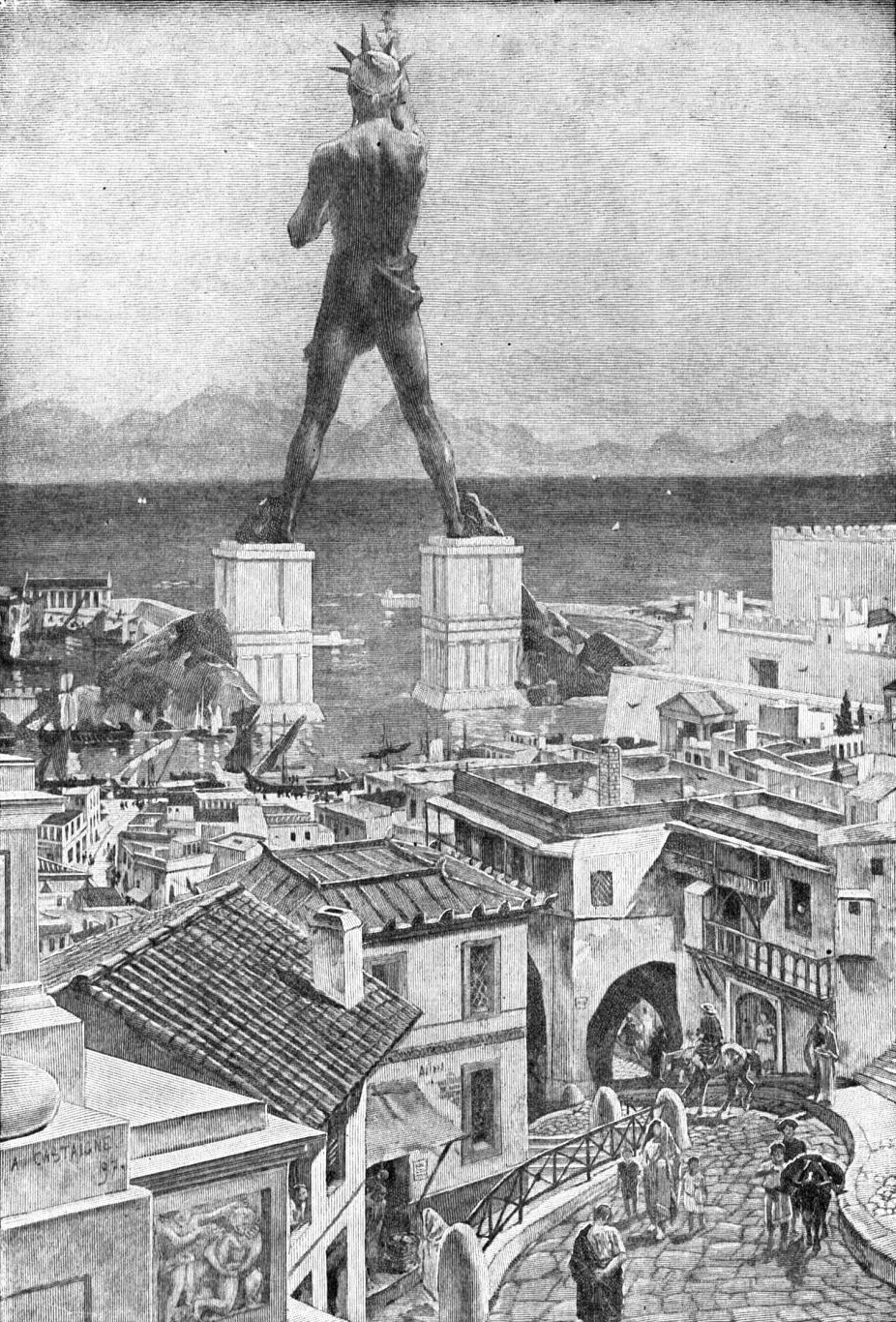
罗得岛上的太阳神像（设想）

罗得岛上的太阳神雕塑高34米，是世界七大奇迹之一。前227年它被地震摧毁。
前404年提洛同盟解散后罗得岛完全独立。前387年它得以对波斯保持其独立。前364年它与底比斯联盟抵抗第二次雅典联邦。
在马其顿对希腊的战争中罗得岛站在腓力二世的一边。亚历山大大帝死后罗得岛重新获得独立。
前42年盖乌斯·卡西乌斯·朗基努斯带领的罗马人摧毁了罗得城。但是一直到74年罗得岛才被并入罗马帝国，一开始它属于邦非力和吕底亚行省。
罗马帝国分裂后罗得岛属于拜占庭帝国。阿拉伯人曾两次短期占领罗得岛。1097年第一次十字军东征时十字军攻占罗得岛。1204年第四次十字军东征后罗得岛归属威尼斯，后来又回归与热那亚联盟的拜占庭。

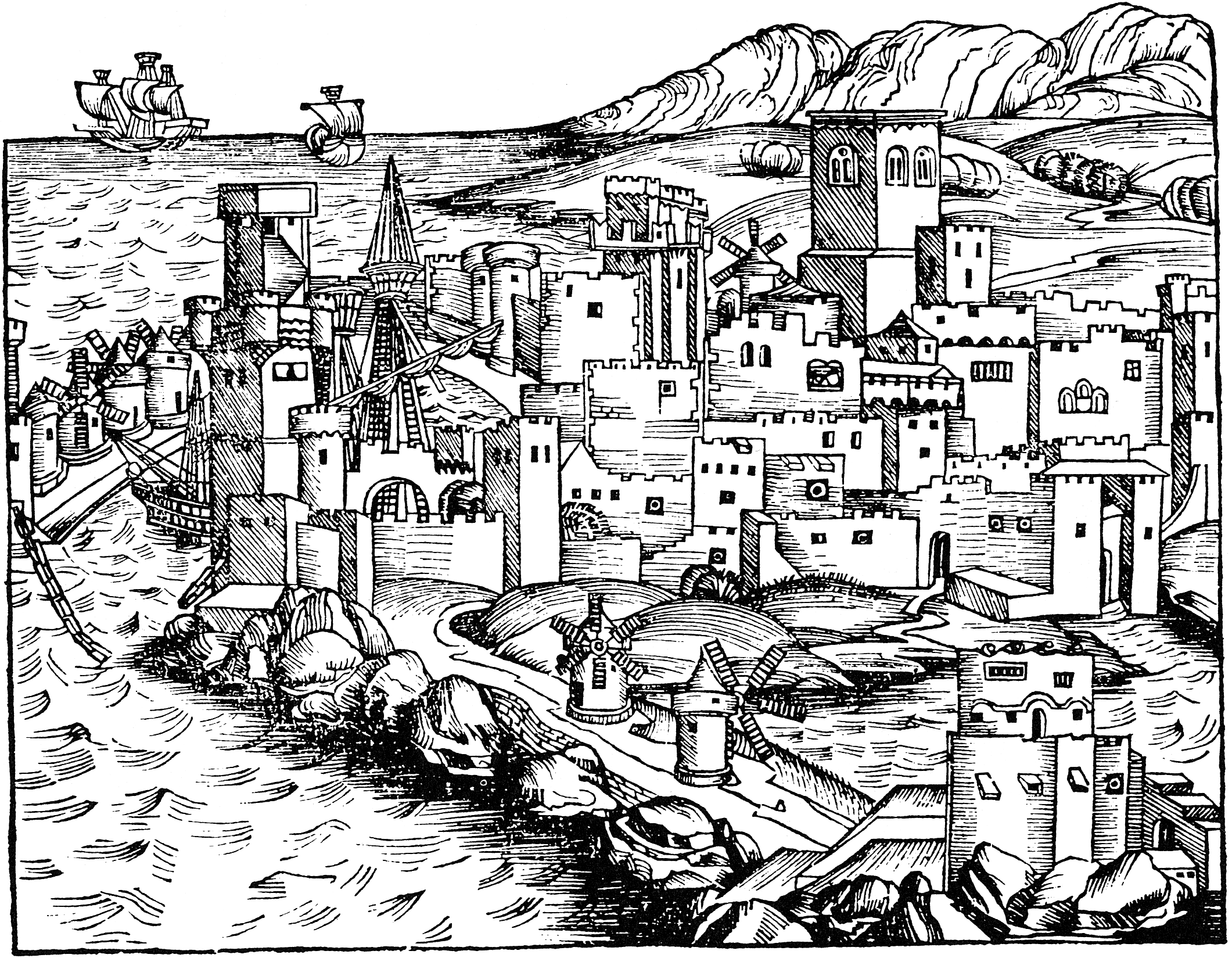
1490年时的罗得城

1306年热那亚将罗得岛卖给了圣约翰骑士团，不过这个骑士团首先还得攻占罗得岛，才能在上面统治200多年。骑士团抵擋了多次穆斯林的进攻。1522年苏莱曼一世率领奥斯曼帝国军队围攻罗得岛，在数月的围攻中土耳其舰队不断炮击罗得岛上的要塞，最后骑士团投降，并于1523年元旦离开罗得岛。1912年5月在意土战争中意大利占领了包括罗得岛在内的佐澤卡尼索斯群島才结束了土耳其的统治。
意大利统治时期从1912年持续至约1943年，在这段时间里在罗得城港口入港处树立的公鹿和母鹿的像成为罗得岛的新的象征。传说这两个像位于太阳神雕塑的原址。意大利人在岛上还建造了许多街道和建筑物。本来被摧毁的王宫也是这时重建的。
德国占领时期在岛上建造了许多军事设施。比如东岸的许多碉堡以及军用机场今天依然可见。
直到1947年罗得岛才与佐澤卡尼索斯群島的其它岛屿被并入希腊。

## 气候
罗得岛是欧洲阳光最充沛的地区，年平均日照时间达3000小时以上。从5月中至9月中基本无雨。岛上的喀斯特地形保障在这段时间里依然有足够的贮水。夏季附近的西米岛和哈尔基岛需要船只保障供水。7月和8月岛上的温度往往高达40 °C，海风可以保障西岸的气温在28 °C左右，东岸的气温一般在35至40 °C。不过同时空气非常干燥。夜间气温可以降到23至30 °C，8月时水温可以达到27 °C。至到11月可以在海中游泳。气温最低的时候是1月和2月。白天的气温在12至18 °C之间，夜间在8至12 °C之间。岛上基本上没有霜冻，只有在最高的山顶上有时会有降雪。最低水温是2月末至3月初，在16至17 °C之间。

## 经济和交通
罗得岛最重要的经济行业是旅游业（占生产总值的85%）。农业主要是种植葡萄和橄榄。部分岛上产的葡萄酒出口，但当地出产的葡萄酒的品質不高。山上以山羊和绵羊的半畜牧业为主，罗得岛的羊奶奶酪非常有名。
岛上往南去林佐斯的巴士，运营商是KTEL Rodou，除最南端的半岛外到处可以通过公共汽车到达，此外出租汽车也非常廉价。當地公車不適用於觀光客，因為站牌沒有站名，部分司機英文無法溝通。每天有通往周边岛屿和土耳其的摆渡船。尤其老船的摆渡费非常便宜。
罗得岛迪亚戈拉斯国际机场按客流量计算是希腊第四大机场，是当地居民和游客出入的门户，尤其许多旅行社的租机飞到这里。始建于1938年的罗得岛马里察机场对公众开放到1977年，现时被希腊空军所使用，偶尔用于赛车竞赛。

## 旅游
罗得岛与克里特岛并列希腊最重要的旅游业地区，从5月初到10月末是旺季。岛北部地区是旅游中心，而南部也於近期蓬勃發展中。
在特里安得有意大利方济各会修道院遗址以及伊利索斯（最早的三个城市之一）的遗址，从該處可以俯视岛的北端。沿西岸的公路继续向前可以到达“蝴蝶谷”，不过谷内只有从6月中至9月才有蝴蝶。

## 圖集

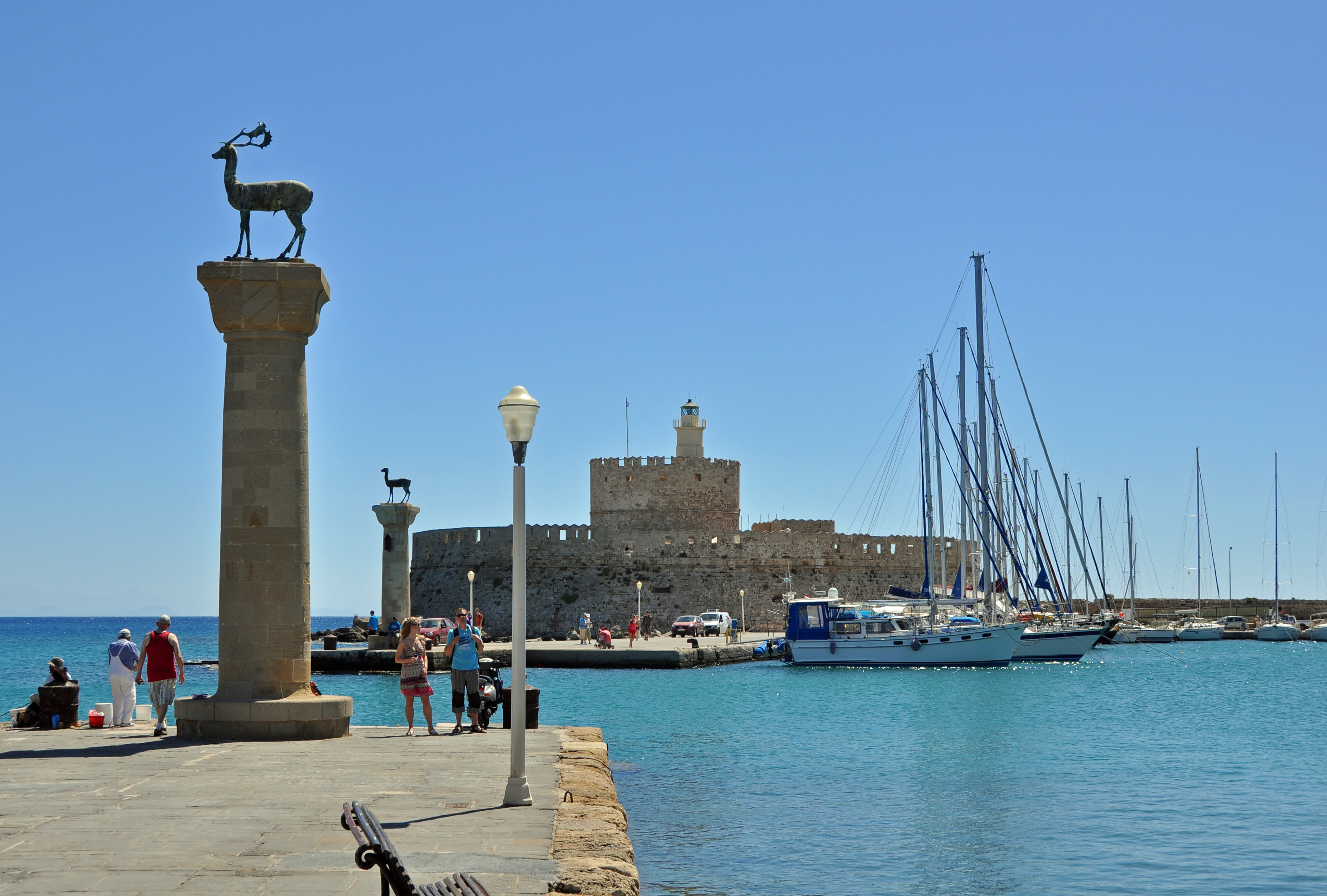
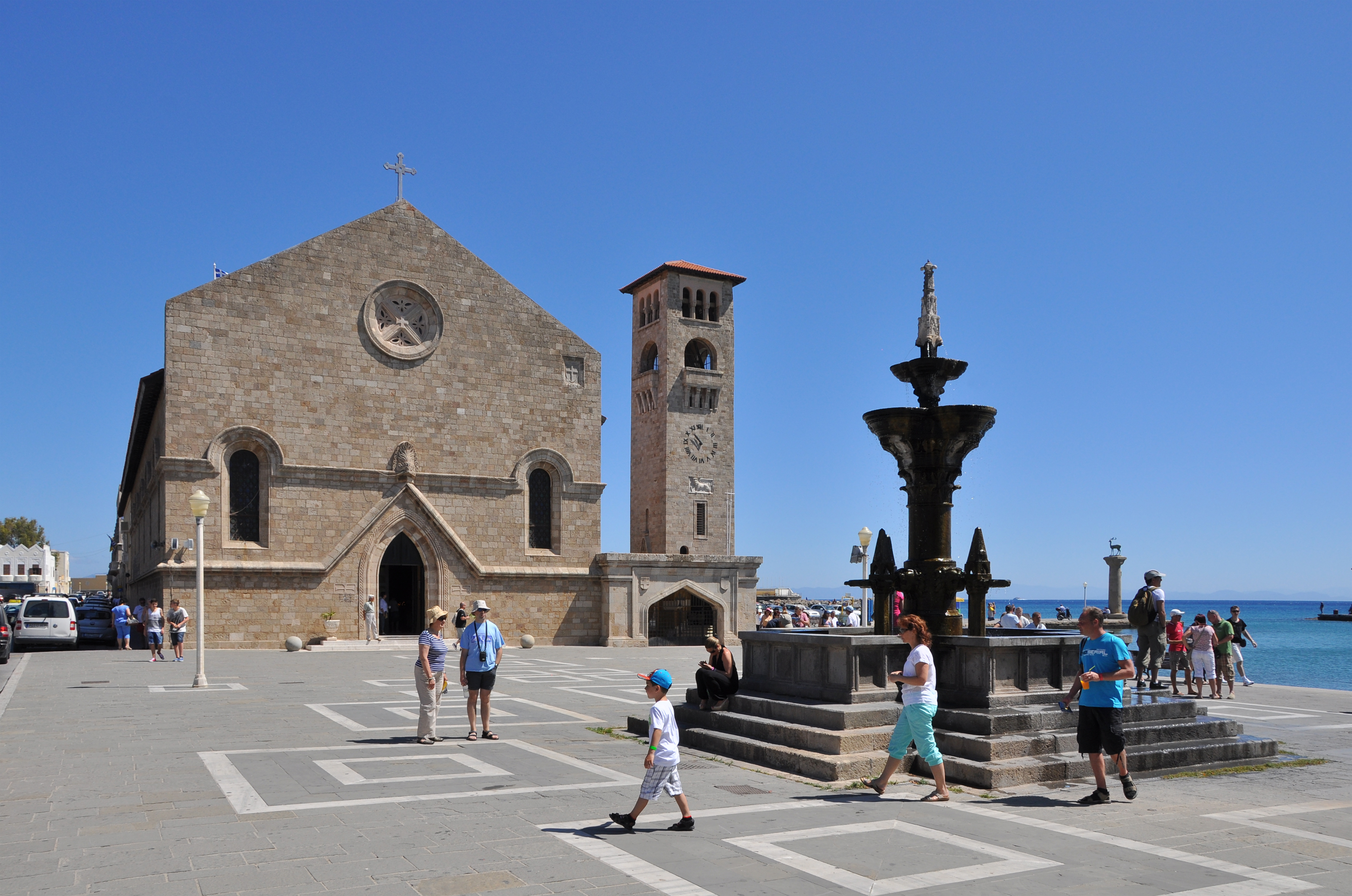
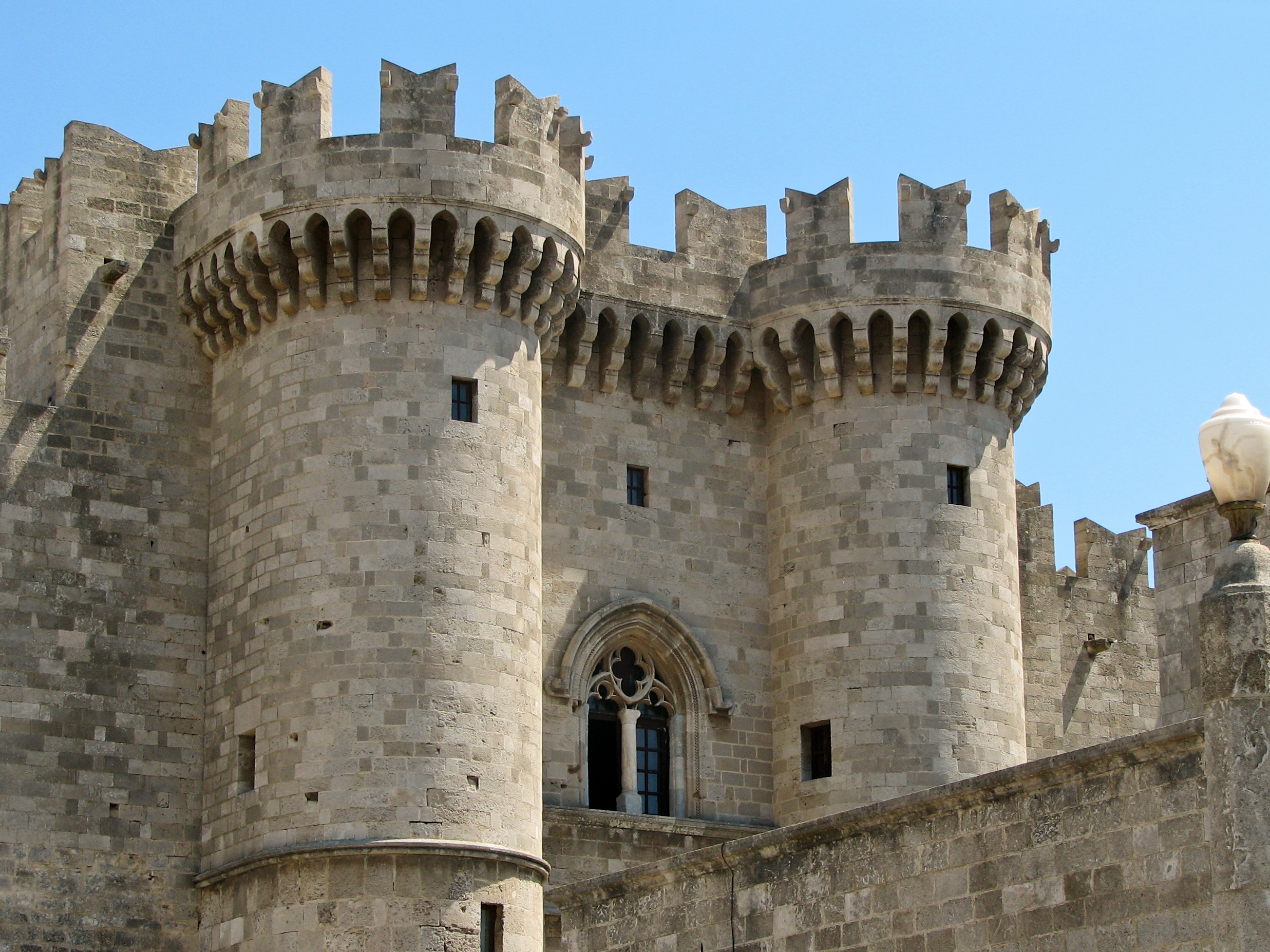
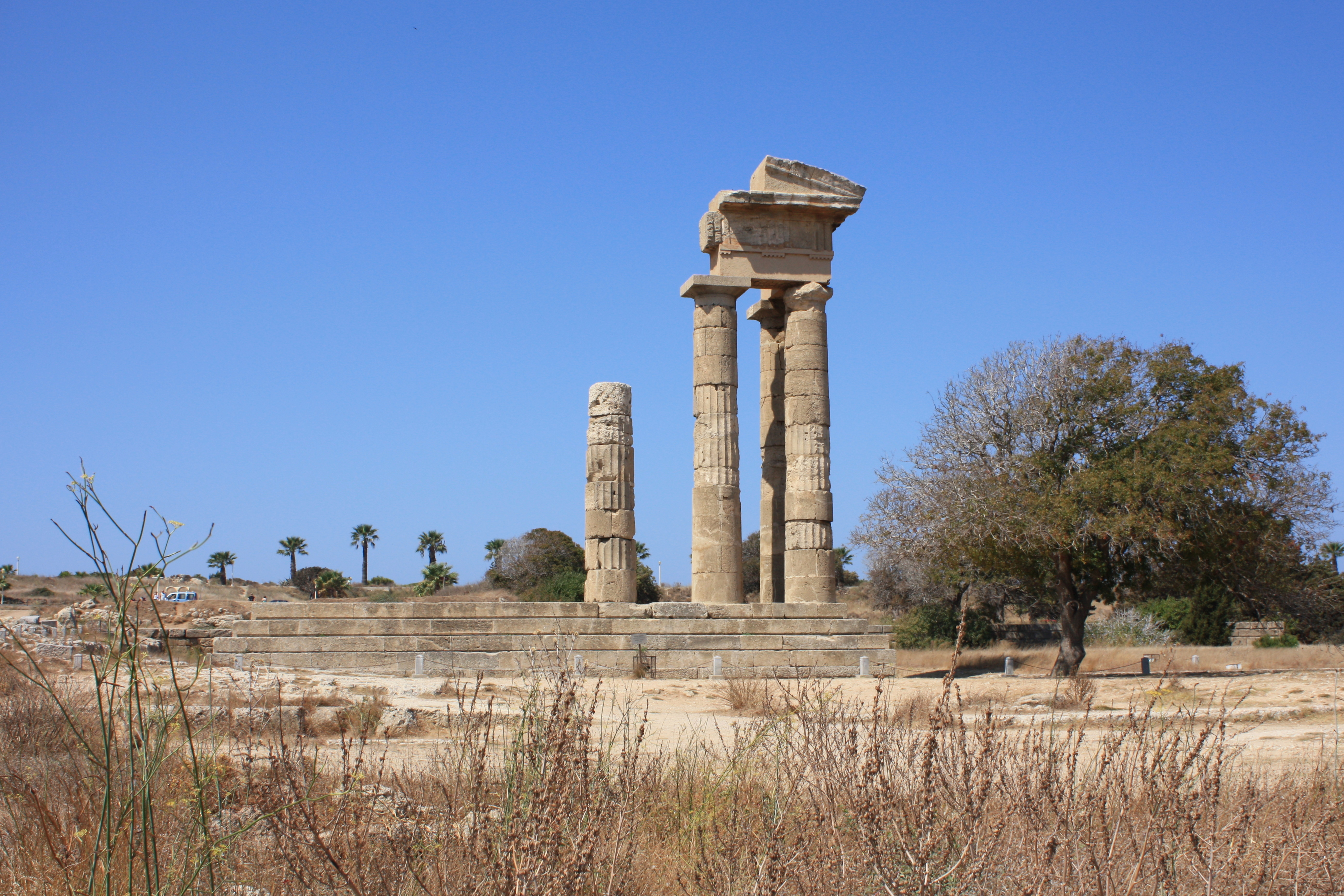
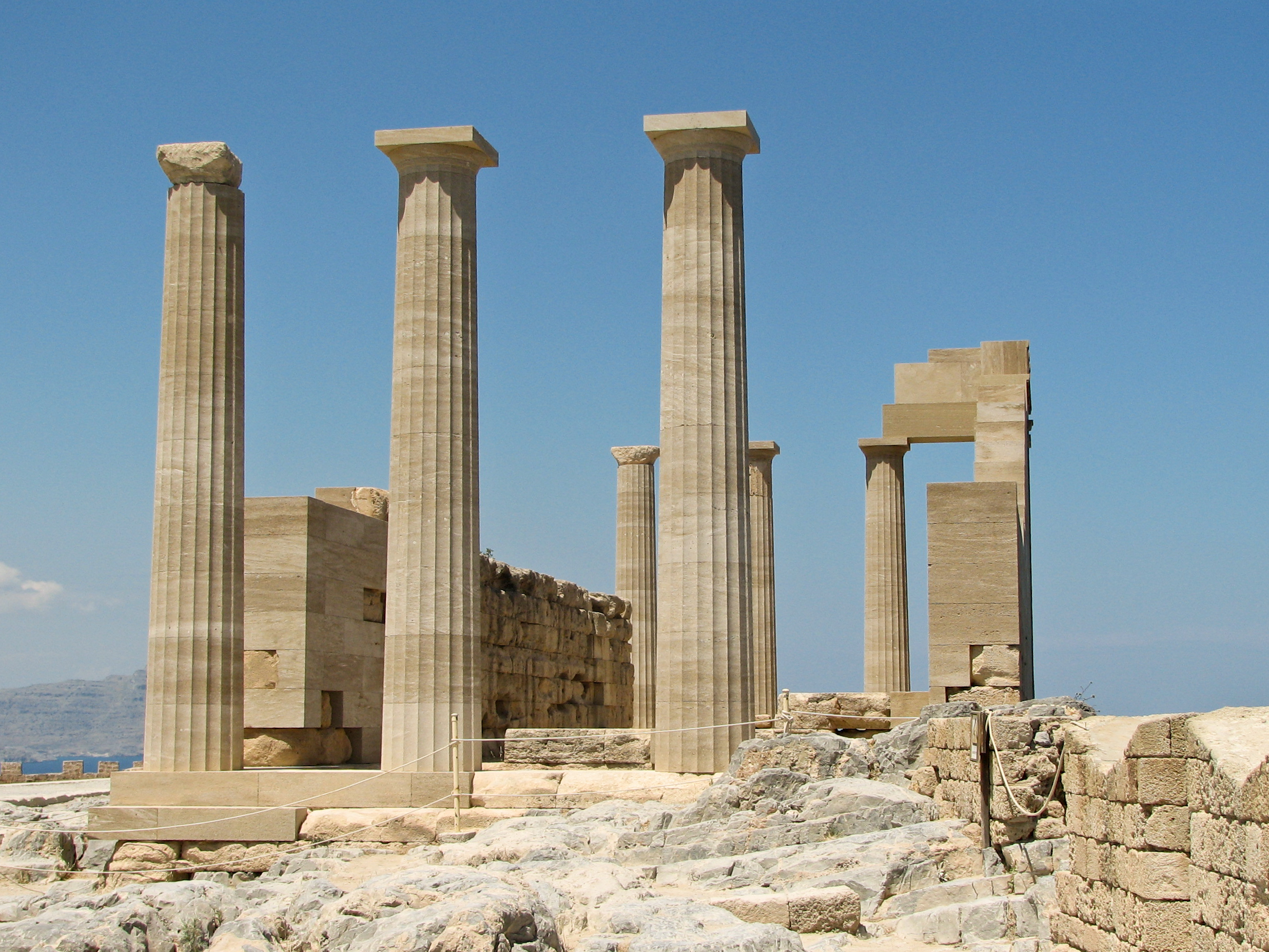
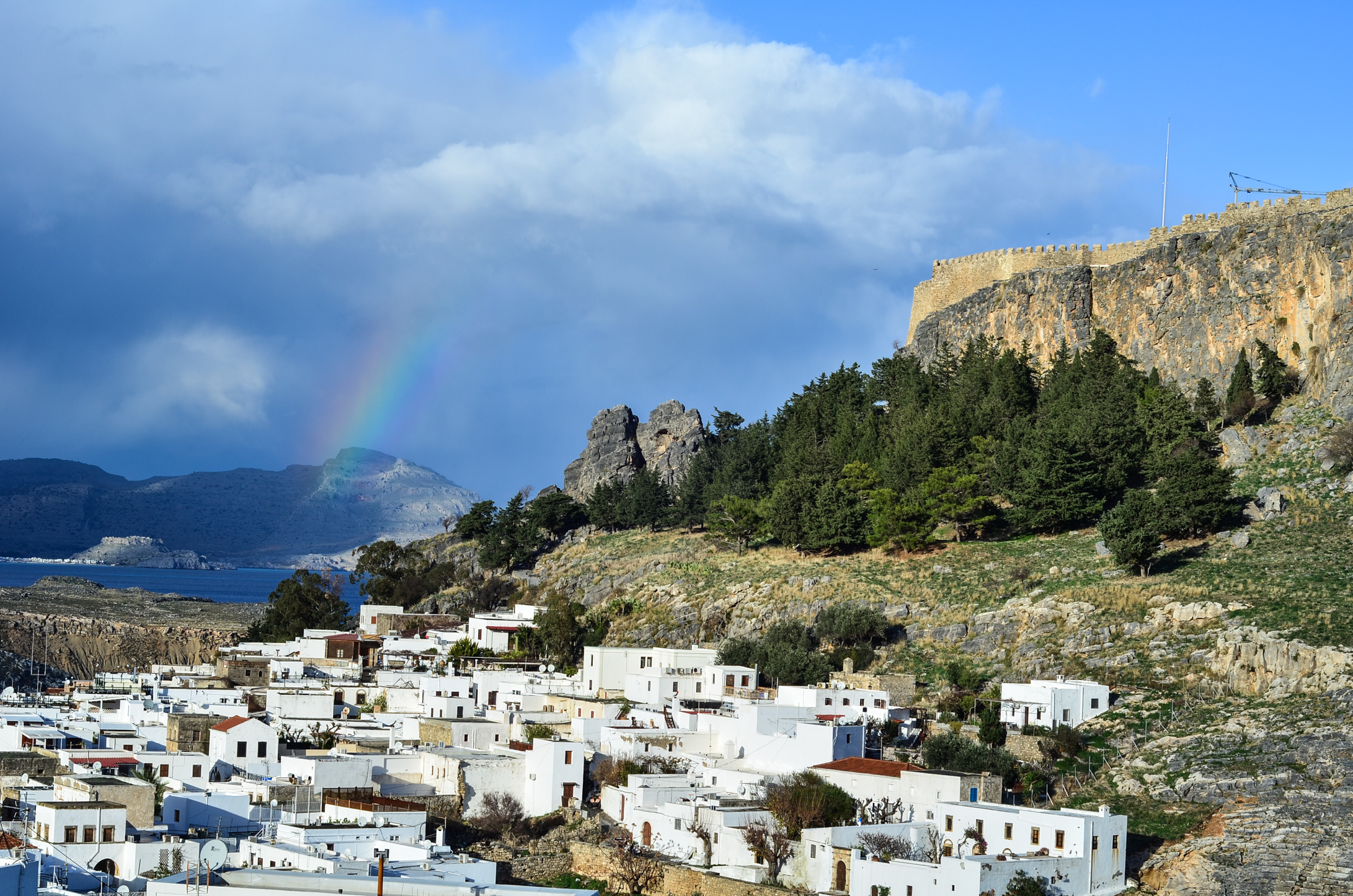
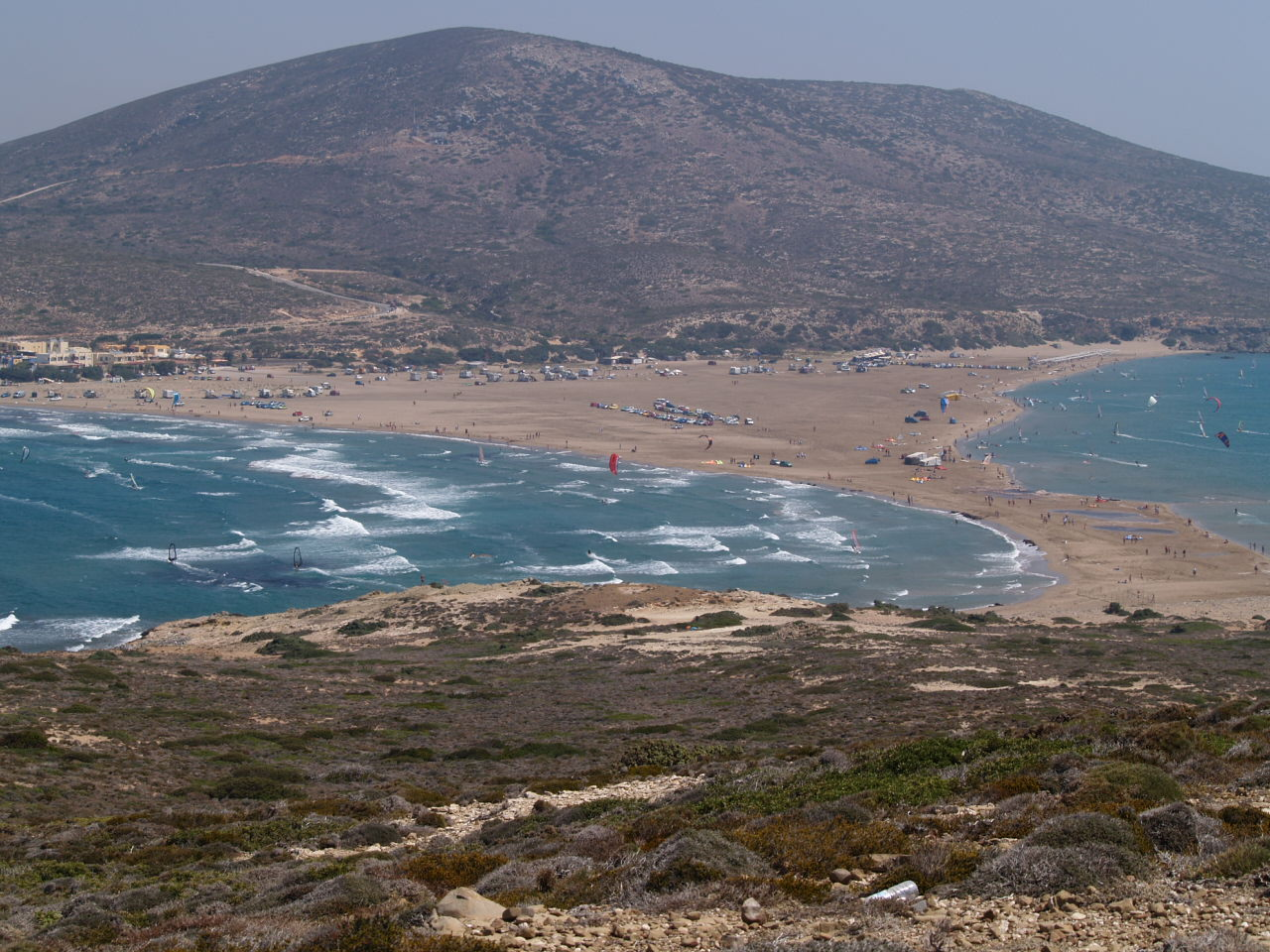
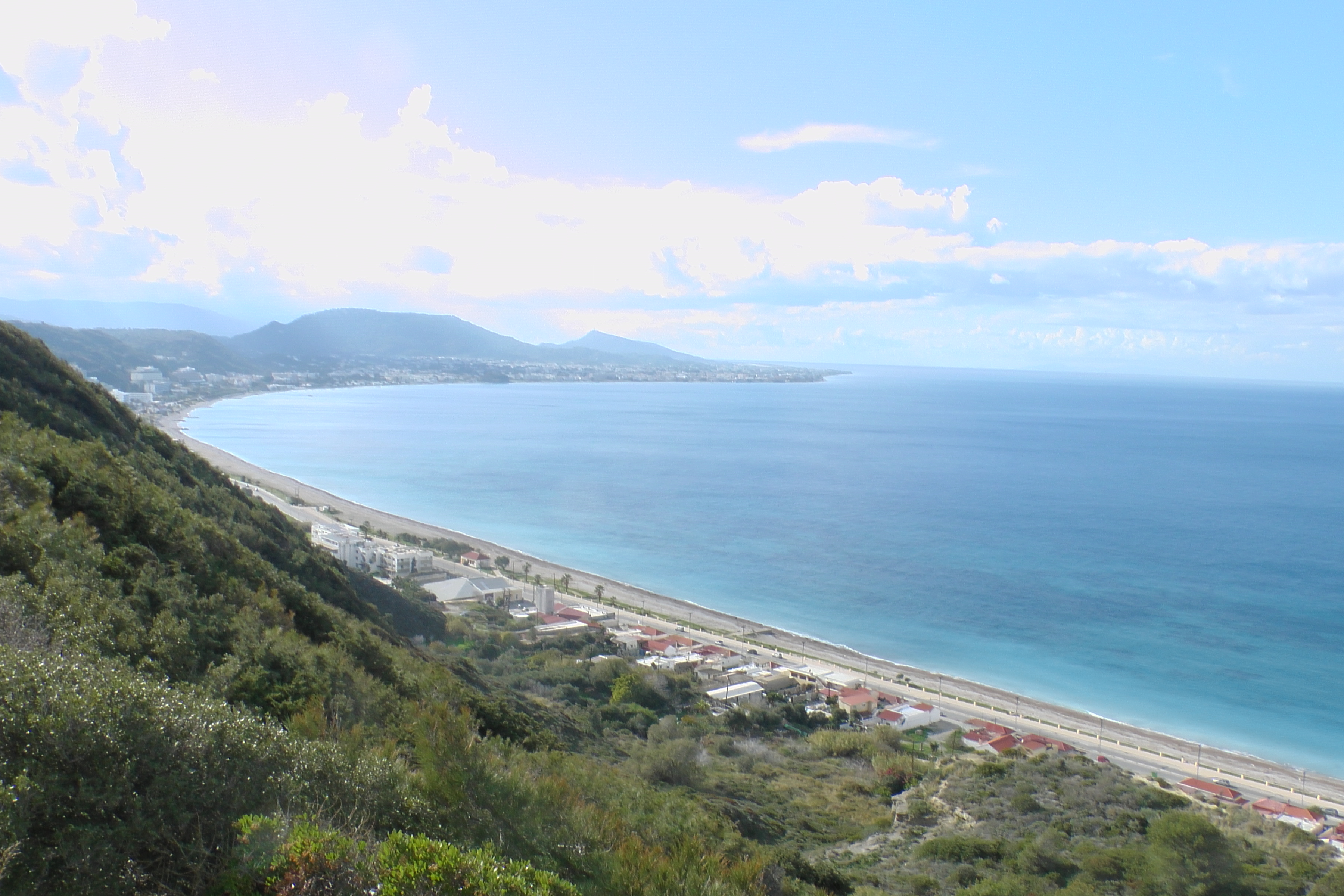

## 友好城市
- 法國 乌什地区孔什
- 珀斯